# Philip Tossijn
Philip Alphonse Tossijn (1912) was een Belgisch scoutingpersoonlijkheid verbonden met het Vlaams Verbond der Katholieke Scouts.
Wegens zijn grote verdienste tegenover scouting werd hem in 1967 op de 21ste Wereldscoutingconferentie (World Scout Conference) de Bronzen Wolf, de hoogste onderscheiding vanuit de Wereldscoutingorganisatie (World Organization of the Scout Movement). Hij was destijds lid van het Wereldscoutingcomité (World Scout Committee), het dagelijks bestuur van de beweging. Tossijn is op dit moment de enige Belg die deze onderscheiding mocht ontvangen. Zijn Bronzen Wolf is te bezichtigen in het Scouts en Gidsen Museum te Leuven.
Van 1977 tot 1979 was hij, gedurende twee opeenvolgende mandaten, voorzitter van het International Scout and Guide Fellowship World Committee, een internationale oud-scouts- en -gidsenbeweging die ondersteuning biedt aan de wereldorganisatie.
Tossijn was tevens auteur van diverse (pedagogische) boeken omtrent scouting en technieken, zoals knopen.
- International Standard Name Identifier: 0000 0003 6648 2228
- Library of Congress Control Number: n2012015932
- Nederlandse Thesaurus van Auteursnamen: 149323727
- Virtual International Authority File: 233185764
- WorldCat: E39PBJfh3TMMTQYCCW8hQQhrbd